# Trobni Dol
Trobni Dol este o localitate din comuna Laško, Slovenia, cu o populație de 150 de locuitori.